# Канцлер университета
Ка́нцлер (от лат. cancellarius — секретарь) — руководитель высшего учебного заведения в США и странах Содружества наций (вице-канцлер).
В большинстве европейских стран, таких как Испания, Германия, Дания, Украина, Россия, руководит вузом ректор, который, как правило, назначает своих заместителей (проректоров) по какому-либо направлению работы вуза.
Должность канцлера является ключевой в университетах США. В зависимости от предпочтений и устава университета эта должность может заменяться должностью президента университета. Вице-канцлер является помощником канцлера, который, обычно руководит одним из кампусов, если же их несколько, то тогда руководит университетом президент.
В странах Содружества наций, среди которых Австралия, Канада, Великобритания, Индия, Ирландия, Малайзия, Шри-Ланка, Непал и т. д. канцлер не руководит университетом, эта должность носит лишь церемониальный характер, а функции по руководству возложены на вице-канцлера.
В Германии канцлер — глава администрации университета и руководитель ненаучных сотрудников, а руководит вузом ректор или президент.